# 范仲淹
范仲淹（989年10月1日—1052年6月19日），字希文，好彈琴，尤其《履霜》一曲，人称范履霜，蘇州吳縣（今江蘇省蘇州市）人，北宋政治家、文学家、軍事家、教育家。諡文正。

## 生平
范仲淹生於宋太宗端拱二年八月二十九日（989年10月1日）。翌年即淳化元年（990年），父武寧軍節度使范墉逝世，母謝氏带着范仲淹将范墉灵柩安葬于苏州老家天平山范氏祖茔后，暫住附近的咒鉢庵内，想守喪三年。但因苏州范氏家族不接纳范仲淹母子，弃之不顧，孤儿寡母，贫而无依。母親謝氏只好改嫁苏州推官朱文翰。朱文翰是淄州長山縣（即今山東省濱州市鄒平市長山鎮）人，范仲淹遂改姓名叫朱說（音「悅」）。
四岁时，范仲淹随母亲、继父回到了长山县河南村，此后范仲淹在长山县读书。范仲淹成年后得知自己身世，遂辭別母親，宋真宗大中祥符四年（1011年），至睢陽應天府書院（在今河南商丘市睢阳区）讀書，拜在大儒戚同文的門下，仲淹读书“昼夜不息。冬日惫甚，以水沃面，食不给，至以糜粥继之。人不能堪，仲淹不苦也。”。二十一歲於淄州邹平县長白山醴泉寺寄住，每天只煮一鍋粥，並與醃製後的虀菜（醬菜）分為四份，早晚吃兩份，史稱「斷虀畫糜」或「斷虀畫粥」，讀書三年。

### 出仕
大中祥符八年（1015年）登進士第，成為乙科第九十七名進士，被任命為廣德軍司理參軍，掌管訟獄，此時迎回母親贍養，并回到苏州要求重归范氏家族，但遭到一些族人刁难，他坚持己见，声称只是恢復范姓，没有其他企图，方才被允许復姓范。
此後范仲淹相繼出任集慶軍（今安徽亳州）節度使推官、泰州海陵縣西溪。泰州任內，他與已故參知政事李昌齡侄女李氏結成良緣，生三子名范純佑、范純仁、范純禮。他倡議修海堤，被調任興化縣令，與好友滕宗諒協力修築通州、泰州、楚州、海州四周海堤，百姓感激他的功績，都把海堰叫作“范公堤”。宋仁宗天聖四年（1026年），母親謝氏病故，范仲淹因母喪回南京應天府（今河南商丘）寧陵縣守喪三年。守孝期間，南京留守晏殊邀請他擔任應天府學教授。
天聖六年（1028年），范仲淹守喪期滿。經晏殊的推薦，被授予秘閣校理一職，成為皇帝的文學助理。天聖七年（1029年），仁宗行郊祀大禮，下令將親率百官至會慶殿為劉太后賀壽，再至天安殿受百官朝賀。范仲淹上書反對，以為有違君主之體，不合朝廷體制，並接連上書要求太后撤銷垂簾聽政，還政给天子。他兩度上書皆被宰執壓下，范仲淹乃自請出任地方，貶為河中府通判。

### 黨爭

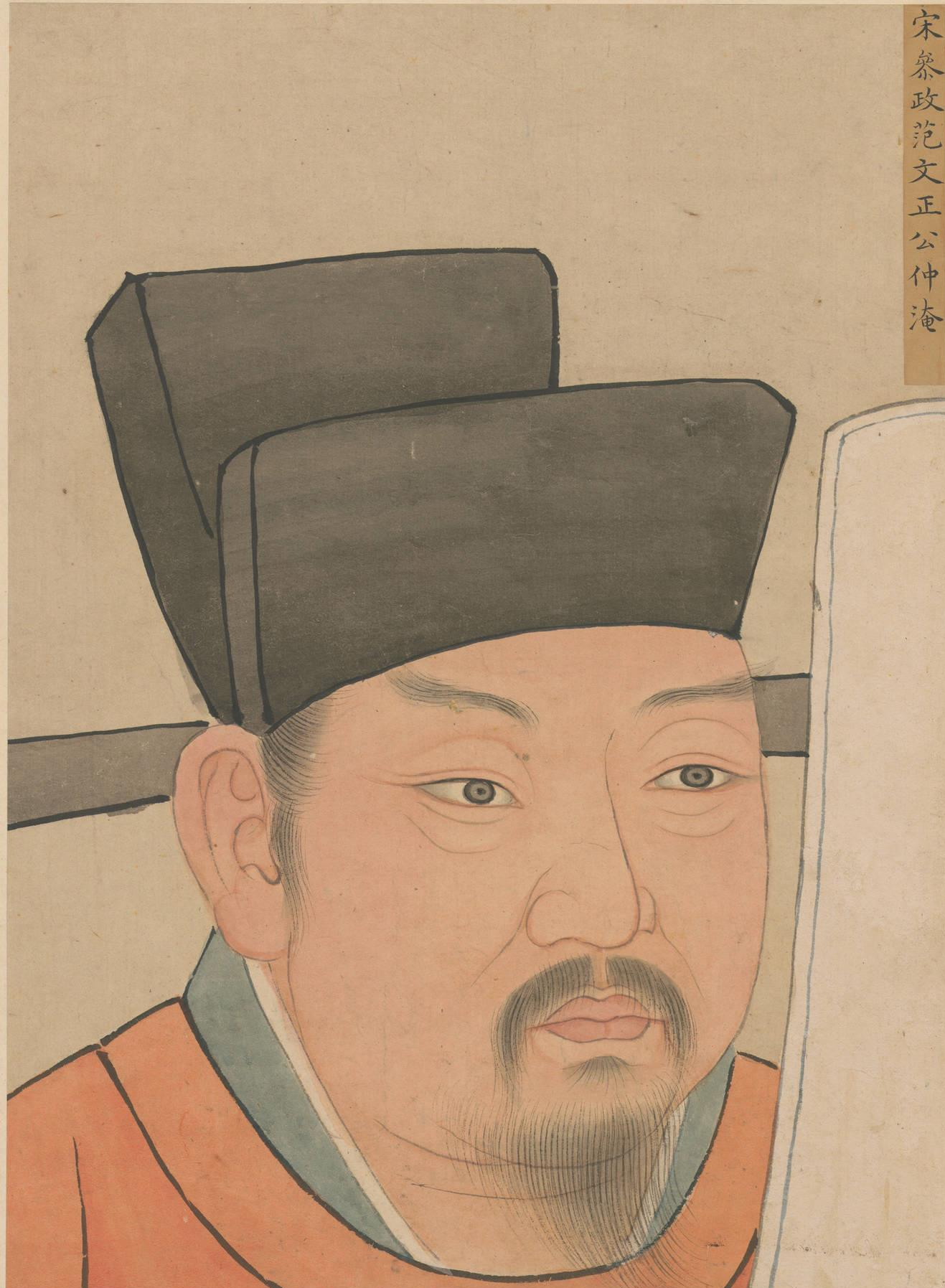
故宫南薰殿旧藏范仲淹像

明道二年（1033年），仁宗親政後，范仲淹被召回京師擔任言官右司諫一職。郭皇后要掌摑後宮妃嬪，仁宗勸阻，卻误伤仁宗之颈，仁宗大怒，决定废后。以范仲淹为首的朝臣们出于道義，不同意下诏废后，而當時的同中書門下平章事呂夷簡為討好仁宗，明令禁止百官參議此事。范仲淹与御史台官員孔道輔等人，数人径趋垂拱殿，求见仁宗。但仁宗拒绝接见，次日早朝范仲淹等人到待漏院准备向呂夷簡进言，被貶出京為睦州知州。
一年多後，1034年八月時改任蘇州知州，在蘇州他因為治水有功，拜禮部司員外郎、天章閣待制。後召還，判國子監，遷吏部司員外郎、權知開封府。景祐三年（1036年），范仲淹不滿同中書門下平章事呂夷簡任用私人，上書給仁宗一幅“百官圖”，指其次第曰：“如此為序遷，如此為不次，如此則公，如此則私。況進退近臣，不宜全委之宰相。”加之論“遷都洛陽”之事，范仲淹又與呂夷簡發生激烈爭執，呂夷簡指范仲淹及其支持者為“朋黨”，北宋時期的“朋黨之爭”即由此起。最終呂夷簡遭罷職，范仲淹也再次被貶至饒州、再貶潤州，又貶至越州。

### 帶兵
景祐五年（1038年），在西夏李元昊的叛乱中，范仲淹被仁宗和官复原职的呂夷簡调到延州與韓琦共同担任陕西经略安抚招讨副使，進龍圖閣直學士，协助主帅夏竦平定叛乱，邊塞有歌谣曰：“军中有一韩，西贼闻之心胆寒。军中有一范，西贼闻之惊破胆。”。延州諸砦多失守，范仲淹自請行，遷戶部司郎中兼知延州事，先前舊制：路分馬步軍部署統兵萬餘人，兵馬鈐轄領兵五千，兵馬都監帶兵三千，禦敵時官卑者先出戰。范仲淹在檢閱州兵馬后得一萬八千人，分為六部，每部置一將，加強訓練，以敵之寡眾分別出戰。范仲淹主张採取“屯田久守”方針，而韓琦则主张集中各路兵力，大举实行反击。夏竦采纳了韓琦的主张，派韩琦和經略判官尹洙回京，请仁宗批准反攻计划。康定元年（1040年）任陕西都转运使及陕西经略安抚副使、兼知延州，庆历元年（1041年）为户部员外郎、龙图阁直学士、知耀州。
然而康定二年（1041年）好水川之戰宋军遇伏大败，主將任福等十六名将领阵亡，一万余士卒死亡。韓琦、范仲淹受罚被贬。此后宋军采取范仲淹的防御战略，先在延北筑城；后来又在宋夏交战地带，构筑堡寨。淘汰老弱，对士兵进行严格的军事训练，提拔狄青、世衡等有才幹的将领，其他如張亢、王信、劉拯、范恪、孫用、張忠、周美、趙明等，都是當時被范仲淹提拔；对沿边少数民族居民，采取怀柔态度，严立赏罚公约。慶曆二年（1042年）十月，與韓琦共遷樞密直學士、右諫議大夫。西夏防线逐渐立起了一道坚固的屏障，最终迫使西夏在庆历四年（1044年）达成和议。

### 改革
慶曆三年（1043年）七月仁宗将西线的三名统帅——夏竦、韩琦和范仲淹，一同调回京师，分别任命为最高军事机关的正副长官——枢密使和枢密副使，范仲淹以枢密副使，取代王举正任参知政事（副宰相），時邊塞有歌谣曰：“今小范老子（范仲淹）胸中有數萬甲兵，不比大范老子（范雍）可欺也。”（「老子」為「知州」意）同年九月与富弼、韩琦等人参与改革。提出了“明黜陟、抑侥幸、精贡举、择官长、均公田、厚农桑、修武备、减徭役、推恩信、重命令”等十項改革建議，就是史上著名的《答手詔條陳十事》，是当时所谓“庆曆之治”的推动者之一，历时仅一年。范仲淹罷黜許多官吏，引發官場風雲，富弼同情那些被罷斥的官吏，向范仲淹說：“范公只是一筆畫掉他們的名字，怎麼知道他們一家老小都在哭泣？”，范仲淹對此回應說：“一家哭，也比一路哭好。”
庆历四年（1044年），因为遭到嫉恨朋党的夏竦等人的反对，仁宗对于改革逐渐失去兴趣，范仲淹、富弼、石介只好请求外出巡察地方，庆历五年（1045年），仁宗下诏废弃慶曆新政，范仲淹和富弼被撤去军政要职，范仲淹被罷參知政事，授資政殿學士、知邠州事、兼陝西四路緣邊安撫使，十一月，罷陝西四路緣邊安撫使，以給事中改知鄧州事。慶曆八年（1048年），徙知荊南府，鄧州人請留，上表自請留，許之。皇佑元年（1049年）正月，移知杭州，七月，進禮部侍郎。二年十月，遷戶部侍郎，十一月，移知青州（今山东益都）。晚年多病。在饶州日，因学行气，而有差失，“遽得眩转之疾”，又“患肺久深，每秋必发”。

### 逝世
皇祐四年五月二十日（1052年6月19日），范仲淹奉命从青州调任潁州途中，病逝於徐州，终年64岁，赠兵部尚书，谥号“文正”。仁宗亲书篆额“褒贤之碑”四字，神道碑碑文由曾支持他变法的文学泰斗欧阳脩撰写，同年12月安葬于洛阳伊川万安山南麓。有四子：长子范純佑、次子范純仁、三子范純禮、四子范純粹。靖康元年（1127年）二月，追封魏國公。

## 文學成就
- 《宋史·范仲淹传》云：“仲淹泛通六经，长于《易》。”范仲淹文学素养很高，写有不少著名作品，包括《嚴先生說祠堂記》及《岳阳楼记》等，後者中的「先天下之忧而忧，后天下之乐而乐」更为千古名句。除此之外，也留下了众多脍炙人口的词作，如《漁家傲》、《蘇幕遮》，蒼涼豪放、感情強烈，為歷代傳誦。欧阳脩曾称《漁家傲》为“穷塞外之词”[10]。
- 著作为《范文正公集》。
- 著有詩詞316首，著名如《岳阳楼记》，《苏幕遮·碧云天》，《漁家傲·秋思》...等。
- 全集:《范文正公集》《范文正奏議》
- 文:《桐廬郡嚴先生祠堂記》《岳陽樓記》
- 論:《選任賢能論》《近名論》《推委臣下論》
- 議:《上攻守二策狀》
- 贊:《楊文公寫真贊》
- 頌:《泰州張侯祠堂頌》
- 表:《睦州謝上表》
- 碑:《唐狄梁公碑》《宋故太子賓客分司西京謝公神道碑銘》
- 墓誌:《東染院使種君墓誌銘》《太子中舍致仕范府君墓誌銘》
- 狀:《舉歐陽脩充經略掌書記狀》《舉張方平充經略掌書記狀》
- 賦:《金在鎔賦》
- 序:《太清宮九詠序》《朝賢送定惠大師詩序》《太子賓客謝公夢讀史詩序》《述夢詩序》《尹師魯河南集序》《唐異詩序》《說春秋序》
- 詞：《蘇幕遮．碧雲天》《漁家傲》《御街行》
- 詩：《寄香嚴海仙上人》

## 文人志節
「彼希声之凤皇，亦见讥于楚狂；彼不世之麒麟，亦见伤于鲁人。凤岂以讥而不灵，麟岂以伤而不仁？故割而可卷，孰为神兵；焚而可变，孰为英琼。宁鸣而死，不默而生」——范仲淹在答友人梅尧臣的《靈烏賦》中强调的「寧鳴而死，不默而生」，更是彰显了古代士大夫为民请命的凛然大节（即所谓“知识分子的良知”）。

## 家庭
- 高祖：范隋[12]，唐朝咸通中为处州丽水县丞，遇战乱不能回乡，因此定居于苏州。
- 曾祖：范夢齡，在钱氏吴越国任苏州粮料判官。生四子：范禹謨、范浩謨、范光謨、范贊時。
- 祖父：范贊時，出仕吴越，终秘书监。宋朝贈太师、唐国公。
- 父亲：范墉，初仕吴越，宋太平兴国三年（978年），从钱俶归宋。终武宁军节度判官。宋朝贈太师、周国公。生三子：范仲温、范仲鎡、范仲淹。

范仲淹幼年喪父，母親謝氏改嫁長山朱氏，遂更名朱說。
- 妻子：李氏[13][14]，参知政事李昌龄侄女，李昌言女。
- 子：李氏生范純佑、范純仁、范純禮
- 妾：張氏[15]，生范纯粹
- 长女嫁蔡交[16]
- 次女嫁贾蕃[16]
- 三女，不详。

### 子女
- 長子范純佑
- 長女
- 次女
- 次子范純仁
- 三子范純禮
- 三女
- 四子范純粹

## 名句
- 「先天下之忧而忧，后天下之乐而乐」: 《岳阳楼记》
- 「寧鳴而死，不默而生」: 《靈烏賦》
- 「碧云天，黄叶地，秋色连波，波上寒烟翠。山映斜阳天接水，芳草无情，更在斜阳外。黯乡魂，追旅思，夜夜除非，好梦留人睡。明月楼高休独倚，酒入愁肠，化作相思泪。」:《苏幕遮·碧云天》
- 「塞下秋來風景異，衡陽雁去無留意。四面邊聲連角起，千嶂裏，長煙落日孤城閉。濁酒一杯家萬里，燕然未勒歸無計。羌管悠悠霜滿地，人不寐，將軍白髮征夫淚。」: 《漁家傲·秋思》

## 團結族人
皇祐元年（1049年），范仲淹在知杭州期间，出资购买良田千亩，设立范氏義莊（在今苏州范庄前景范中学）、義田，以團結親屬和族人。義莊供給義米，救濟貧窮族人，並為科舉考生提供資助，期待他們出仕後回饋同族。若族人任官，則停止供給義米。受范仲淹影響，其好友李師中也買田數千畝，設立義莊周濟宗族中的窮人。范氏義莊的出現，象徵中國宗族組織的誕生，影響深遠。

## 著作
范仲淹作品《宋史》本傳，編本名《丹陽集》凡詩賦五卷二百六十八首襍文十五卷一百六十五首，元祐四年蘇軾為之序。另北宋有刻本《范文正公文集》，有《文集》二十卷，《別集》四卷，《尺牘》二卷，《奏議》十五卷，《丹陽編》八卷。南宋淳熈丙午鄱陽從事綦煥校定舊刻，又得詩文三十七篇為遺集附於後即今别集其補編五卷。又有乾道刻遞修本、范氏家塾歲寒堂刻本，皆二十卷。清代四庫全書本《范文正集》正集二十卷别集四卷補編五卷。

## 軼事
- 范仲淹任饒州知州時，在官妓中有一位小歌妓「小鬟」，范仲淹頗為看中。後來范仲淹被調回京師，因小鬟年紀太小，不便攜行，就給他的朋友魏介寄了一首詩《懷慶朔堂》稱：「慶朔堂前花自栽，便移官去未曾開。年年憶時別離恨，祇託東風管領來」。魏介心領神會，就把小鬟贖出，轉送給范仲淹。
- 南宋姚寬還記載范仲淹曾以胭脂寄小鬟，並題詩「江南有美人，別後常相憶。何以慰相思，贈汝好顏色」。明代周憲王朱有燉據此改編為雜劇《甄月娥春風慶朔堂》，劇前引言亦詳述此事。

## 評價
- 北宋王安石曾在宋神宗面前批评范仲淹“好广名誉，结游士，以为党助，甚坏风俗”[20]。但在范仲淹去世后，王安石在《祭范颍州文》中称范仲淹“呜呼我公，一世之师。由初迄终，名节无疵”[21]。
- 南宋朱熹评说：“范文正杰出之才。”“本朝道学之盛……亦有其渐，自范文正以来已有好议论，如山东有孙明复，徂徕有石守道，湖州有胡安定，到后来遂有周子、程子、张子出。”[22]
- 南宋朱熹稱頌范仲淹為“天下第一流人物。”
- 南宋吕中《宋大事記講義》说：“先儒论宋朝人物，以范仲淹为第一。”[23]
- 《宋元学案·序录》云：“高平（范仲淹）一生粹然无疵，而导横渠以入圣人之室，尤为有功。”
- 金人元好問經過范仲淹的祠堂，景仰之至，寫道：「文正范公，在布衣為名士，在州縣為能吏，在邊境為名將。其才，其量，其忠，一身而備數器。⋯⋯求之千百年間，蓋不一二見，非但為一代忠臣而已。」
- 明代王夫之对范仲淹有苛评：“（范公）以天下为己任，其志也。任之力，则忧之亟。故人之贞邪，法之疏密，穷簷之疾苦，寒士之升沉，风俗之醇薄，一系于其心……若其执国柄以总庶务，则好善恶恶之性，不能以纤芥容，而亟议更张；裁倖滥，核考课，抑词赋，兴策问，替任子，综核名实，繁立科条，一皆以其心计之有余，乐用之而不倦。唯其长也，而亟用之，乃使百年安静之天下，人挟怀来以求试，熙、丰、绍圣之纷纭，皆自此而启，曾不如行边静镇之赖以安也。”[24]
- 朝廷贈給范仲淹的諡號是「文正」。

## 参看
- 花洲书院